# Roodkapvorkstaart
De roodkapvorkstaart (Enicurus ruficapillus) is een zangvogel uit de familie van de vliegenvangers die voorkomt op het schiereiland Malakka, op Borneo en op Sumatra. Net als de andere soorten uit het geslacht van de vorkstaarten is het een vogel die voorkomt langs beekjes in regenwoud.

## Kenmerken
De roodkapvorkstaart is 20 cm lang (inclusief staart). De staart is diep gevorkt, zwart gekleurd en met horizontale witte strepen. Het is een schuwe vogel die van de andere vorkstaarten verschilt door zijn kleinere formaat, kastanjebruine kopkap en een zwarte tekening op de borst en buik ("geschubd").

## Verspreiding en leefgebied
De roodkapvorkstaart komt voor in schiereiland Malakka (Maleisië, Myanmar en Thailand), Borneo (Sabah, Sarawak, Brunei en Kalimantan) en Sumatra. Het is een vogel van stenige beekjes in laagland- en heuvellandregenwoud tot op 1300 m boven de zeespiegel. De vogel kan zich aanpassen in gebieden met secondair bos.

## Status
De roodkapvorkstaart heeft een groot verspreidingsgebied en daardoor alleen al is de kans op uitsterven gering. De grootte van de populatie is niet gekwantificeerd. Plaatselijk is de roodkopvorkstaart nog algemeen, maar gaat in aantal achteruit door de grootschalige ontbossingen (en bosbranden) die vooral op Borneo en Sumatra plaatsvonden en nog plaatsvinden. Om deze redenen staat deze vorkstaart als gevoelig op de Rode Lijst van de IUCN.